# Kaukasische vleugelnoot
De Kaukasische vleugelnoot (Pterocarya fraxinifolia) is een 20-25 m hoge boom uit de okkernootfamilie (Juglandaceae).
De boom komt van nature voor in de Kaukasus en de Elboers. In België en Nederland is het waarschijnlijk de meest aangeplante boom uit zijn geslacht. Andere soorten zijn in West-Europa niet goed winterhard.
De boom is rond de achttiende eeuw in West-Europa geïntroduceerd.
In herfst en winter heeft de boom opvallende knoppen, waar de nog onontwikkelde bladeren en bloemen door zichtbaar zijn.

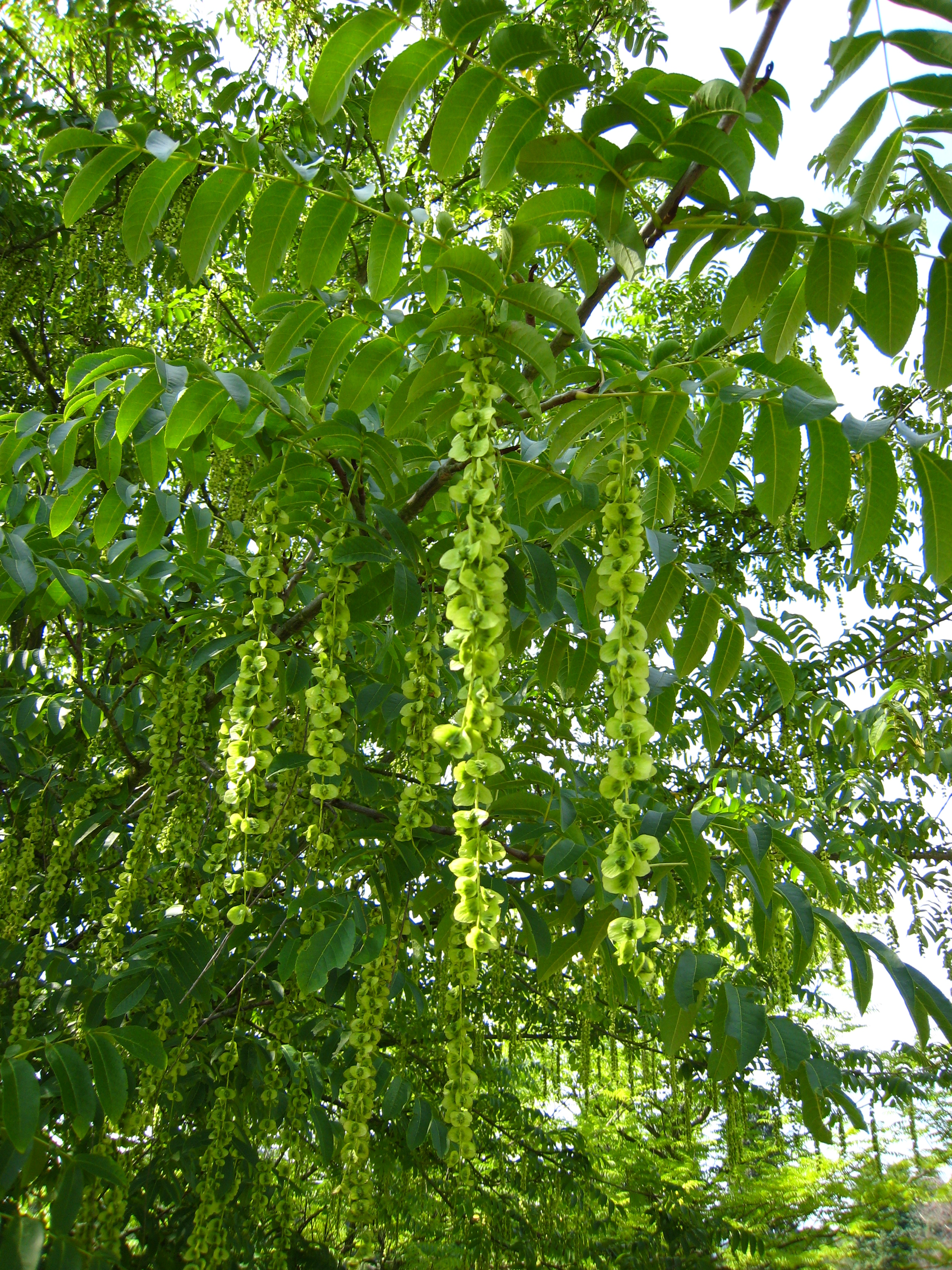
Bloeiwijze

De boom heeft een voorkeur voor natte terreinen bij rivieren, maar heeft deze niet nodig. De boom is kwetsbaar voor late nachtvorst.